# Monroe County (Illinois)
Monroe County is een county in de Amerikaanse staat Illinois.
De county heeft een landoppervlakte van 1.006 km² en telt 27.619 inwoners (volkstelling 2000). De hoofdplaats is Waterloo.